# Pewsey (stacja kolejowa)
Pewsey - stacja kolejowa we wsi Pewsey w hrabstwie Wiltshire, na linii Reading - Plymouth. Stacja nie jest zelektryfikowana; pociągi pośpieszne nie zatrzymują się.

## Ruch pasażerski
Ze stacji korzysta ok. 169 733 pasażerów rocznie (dane za rok 2007). Liczba pasażerów korzystających ze stacji ma tendencję wzrostową. Posiada bezpośrednie połączenia z Taunton, Reading i  Londynem. Pociągi odjeżdżają ze stacji w odstępach godzinnych w każdą stronę.

## Obsługa pasażerów
Kasa biletowa, automat biletowy, przystanek autobusowy. Stacja dysponuje parkingiem samochodowym na 77 miejsc, nie dysponuje parkingiem rowerowym.